# Pedro Galindo Galarza
Pedro Galindo Galarza (Ciudad de México, 16 de agosto de 1906 - 8 de octubre de 1989), fue un compositor mexicano, autor de música ranchera y de boleros. Fue el creador en coautoría con Elpidio Ramírez de La Malagueña. Socio fundador de la Sociedad de Autores y Compositores de México.

## Datos biográficos
Hijo de Nicolás Galindo y de Sara Galarza. Trovador huasteco. quien en 1933 formó el grupo Los Trovadores Chinacos, junto con los hermanos Castillo.
Fue productor de cine y actor en la época de oro del cine mexicano, y compartió escenarios con personajes como María Félix, Emilio Fernández (El indio), Pedro Infante y Pedro Armendáriz. Algunos títulos de sus películas como productor fueron En cada puerto un amor, Al son del mambo, Juan Charrasqueado, El derecho de nacer, Carabina 30-30, por citar algunas. Como actor participó en Doña Bárbara, Soy puro mexicano, Los de abajo.
La Malagueña (no confundir con la Malagueña del compositor cubano Ernesto Lecuona), canción que Pedro Galindo creó en coautoría con Elpidio Ramírez Burgos, ha sido un tema reconocido mundialmente, participando últimamente en la banda sonora del film de Quentín Tarantino, Kill Bill. Otro tema muy conocido de Galindo es Virgen de Medianoche, que formó parte de la cinta sonora de la película mexicana Mujeres Insumisas. Otras obras de Galindo que destacaron: Viva México, El Herradero, El gavilán y Virgencita Morena.
Galindo Galarza falleció el 8 de octubre de 1989.